# La ragazza che danzava per Mao
La ragazza che danzava per Mao è un romanzo dello scrittore cinese Qiu Xiaolong, edito originariamente in lingua inglese nel 2009 negli USA. Si tratta del sesto romanzo della serie di inchieste dell'ispettore Chen Cao della polizia di Shanghai.

## Trama
Nello stesso giorno l'ispettore Chen riceve due telefonate importanti: con la prima Yong, amica della sua ex fidanzata Ling, gli annuncia che la ragazza si è sposata a Pechino. Con la seconda il nuovo Ministro della sicurezza pubblica, Huang Keming, lo incarica di avvicinare la giovane Jiao, nipote dell'attrice Shang Yunguan famosa negli anni Cinquanta per avere ballato con Máo Zédōng; deve scoprire se la ragazza possiede qualcosa di compromettente sul vecchio leader defunto, fondatore del Partito Comunista Cinese. Di recente è stato pubblicato un libro, Nubi e pioggia a Shanghai, che racconta la storia di Qian, madre di Jiao e figlia di Shang Yunguan, morta alla fine della rivoluzione culturale dopo essere caduta in disgrazia agli occhi dell'ex collega Jiāng Qīng, attrice divenuta nel frattempo moglie di Máo.
Chen Cao riesce a ottenere da un comune amico una lettera di presentazione per il signor Xie, un sessantenne a casa del quale si radunano i "nostalgici" della Shanghai anni trenta; finge di essere uno scrittore in cerca di ispirazione sull'epoca. A casa Xie incontra la sospettata Jiao, che vi segue un corso di pittura, e danza con lei tutta la sera alla festa che vi si tiene per gli ospiti. L'ispettore Chen incarica un suo ex collega, Vecchio Cacciatore, padre del suo vice Yu, di sorvegliare l'ambiente del signor Xie, la cui casa potrebbe essere oggetto di speculazione immobiliare. Riesce anche a invitare fuori a cena la bella Jiao, ma la ragazza non si lascia andare a nessuna rivelazione sull'origine del suo patrimonio.
Il caso prende un'improvvisa accelerazione quando nel giardino di casa Xie viene rinvenuto il cadavere di Yuan, una delle giovani partecipanti ai corsi di pittura; l'artista viene immediatamente sospettato, ma Jiao lo scagiona testimoniando alla polizia che all'ora del delitto l'anziano uomo stava ritraendo lei che posava nuda.
Chen viene aggredito da due picchiatori in un vicolo buio nei dintorni di casa Xie; decide di allontanarsi per qualche tempo da Shanghai; ne approfitterà per contattare Diao, l'autore di Nubi e pioggia a Shanghai, e per riprendere contatto con l'ex fidanzata Ling, che a quanto apre ha già problemi con il marito perché ha scoperto in viaggio di nozze che lui ha una "piccola segretaria", un'amante.
Chen parte per Pechino, dove oltre a incontrare Ling, riesce a invitare a pranzo Diao. Visita gli appartamenti di Máo nel complesso della Città proibita, ma l'indagine non sembra procedere. Inoltre è costretto a rientrare durante la notte a Shanghai in treno perché un suo collega viene assassinato in un agguato molto simile a quello che ha subito lui.
Chen si introduce nell'appartamento di Jiao per tentare ancora una volta di trovare ciò che neppure il dipartimento di Sicurezza interna ha trovato, ma la ragazza torna a casa prima del previsto, raggiunta quasi subito da un uomo. Nascosto nell'armadio delle scope, Chen riuscirà a risolvere il caso ma ci sarà un epilogo cruento.

## Edizioni
- Qiu Xiaolong, La ragazza che danzava per Mao, traduzione di Fabio Zucchella, Farfalle, Marsilio, 29 febbraio 2012,  p. 363, ISBN 9788831711746.
- Qiu Xiaolong, La ragazza che danzava per Mao, traduzione di Fabio Zucchella, Universale economica Feltrinelli, Marsilio, 11 aprile 2019,  p. 368, ISBN 9788829700493.